# فرزان اطهری
فرزان اطهری (زادهٔ ۵ تیر ۱۳۶۳، تهران) مدل، بازیگر و مجری ایرانی-سوئدی است. او به عنوان یک مدل مرد در سطح بین‌المللی شناخته شده است و تاکنون در ۲۳ کشور مختلف با بیش از ۱۰۰ برند همکاری کرده است. او نخستین ایرانی است که به عنوان یک مدل قراردادهای بین‌المللی امضاء کرده است. هاکوپیان، ال‌جی و نایکی از جمله برندهایی هستند که اطهری با آن‌ها همکاری کرده است.

## زندگی و فعالیت‌ها
وی در ۴ سالگی به همراه خانوادهٔ خود از ایران خارج شد. وی فعالیت حرفه‌ای خود را از سال ۲۰۰۳ (۱۳۸۳ خورشیدی) آغاز کرد و در کشورهای مختلف به فعالیت در زمینهٔ مدلینگ و تبلیغات از جمله بیلبوردهای تبلیغاتی، شو مد و تبلیغات تلویزیونی پرداخته است. وی در مدت ۶ ماه تنها مدل برند نوکیا در کشورهای آسیایی بود.
اطهری در فیلم چهل سالگی (۱۳۸۸) به کارگردانی علیرضا رئیسیان در کنار لیلا حاتمی ایفای‌نقش کرد. وی همچنین در شبانه‌روز (۱۳۸۷) به کارگردانی امید بنکدار در کنار بازیگران مطرح سینما از جمله مهناز افشار به ایفای‌نقش پرداخت. او در یکی از موزیک ویدیوهای هیفا وهبی (خوانندهٔ لبنانی) نیز حاضر شده بود.
در سال ۱۳۸۹ به کشور امارات رفت و در آنجا ساکن شد و فعالیت‌های حرفه‌ای خود را در آنجا ادامه داد. در دبی شرکت تأسیس نمود که در زمینهٔ رسانه، شوهای مد، فیلم کوتاه و موزیک ویدیو با برندهای بین‌المللی و خواننده‌های اماراتی همکاری داشت.
او در حال حاضر یکی از دو مجری برنامهٔ پرشیاز گات تلنت است.

### حبس در زندان دبی و بخشش
فرزان اطهری در ماه مهٔ سال ۲۰۱۳، به دنبال تماس فردی با پلیس دبی توسط مأموران پلیس در مقابل هتل آرمانی در دبی بازداشت شد. وی سپس در تاریخ ۲۵ دی ۱۳۹۲ با رأی دادگاه بدوی به اتهام دارا بودن ۱۱ کیسهٔ کوچک نایلونی، حاوی جمعاً ۲۱ گرم کوکائین به حبس ابد و پرداخت ۵۰ هزار درهم امارات جریمه محکوم شد.
در جریان دادگاه، یک افسر پلیس اماراتی شهادت داد که یک خبرچین به آن‌ها اطلاع داده که فرزان اطهری همراه خود مواد مخدر دارد و دنبال خریدار برای آن می‌گردد. بنا بر ادعای این افسر پلیس مبارزه با مواد مخدر، اطهری در روز ۲۴ اردیبهشت ۱۳۹۲ در مقابل هتل آرمانی بازداشت شد و در جریان تحقیقات پذیرفت که قصد فروش کیسه‌های کوکائین همراه خود را داشته است. اطهری این اتهام را تکذیب کرد.
فرزان اطهری پس از گذشت ۹ ماه حبس در زندان مرکزی دبی توانست نامه‌ای از زندان منتشر کند و از این طریق یک کمپین اینترنتی ایجاد کند. وی در این نامه بیشتر مطالب رسانه‌ها در خصوص خود را کذب خواند. وی در خصوص نحوهٔ بازداشتش گفته است: «من در بیرون از خانه‌ام که در برج الخلیفه قرار دارد، در تاریخ ۱۴ ماه مهٔ ۲۰۱۳، وقتی که برای ملاقات دوستم بیرون می‌رفتم و مواد در جیب خود داشتم دستگیر شدم. هتل آرمنی در همان ساختمان برج الخلیفه قرار دارد. پلیس اظهار کرده که من خارج از یک هتل مجلل به دنبال مشتری برای فروش مواد بوده‌ام؛ در حالی که من در حال خروج از محل زندگی ام بوده‌ام.» وی در این نامه گفته است که مواد برای وی نبوده است و او قصد مصرف یا فروش آن‌ها را نداشته و برای وی پاپوش درست کرده‌اند و در این ماجرا فریب یک به اصطلاح «دوست» را خورده است. وی ضمن گلایه از وضعیت روزهای اولیهٔ بازداشت در زندان گفته است که او را به امضای اسناد و اعترافاتی به زبان عربی وادار کرده‌اند و همان اسناد بعداً در دادگاه علیه وی بکار گرفته شده است. وی گفته است پس از گذشت ۵ ماه توانسته است وکیلی داشته باشد و تقاضای رحم و بخشش دارد. در انتهای این نامه که در صفحهٔ شخصی فیس‌بوک وی منتشر شد لینک وبگاهی قرار داده شد تا کاربران با مراجعه نامهٔ حمایت از او را امضا کنند. سیروان خسروی با انتشار متنی در صفحهٔ فیس‌بوک خودش، ضمن حمایت خود از فرزان اطهری از طرفدارانش برای پیوستن به این کمپین دعوت کرد. بهرام رادان نیز در صفحهٔ شخصی خود در فیس‌بوک ضمن انتشار نامهٔ فرزان از طرفدارانش خواست در صورت علاقه به این کمپین پیوسته و از فرزان حمایت کنند. گلشیفته فراهانی، شهرام شب‌پره و ستار نیز از دیگر هنرمندانی بودند که از کمپین آزادی وی حمایت کردند.
وزارت امورخارجهٔ سوئد در جریان روند پرونده اعلام کرد که از پروندهٔ فرزان اطهری باخبر بوده و با او و وکلای مدافعش در ارتباط است. همچنین درجریان دادگاه، نماینده‌ای از سفارت سوئد در امارات متحدهٔ عربی حضور داشت.
بر اساس رای دادگاه تجدید نظر که در تاریخ ۳۰ آوریل ۲۰۱۴ صادر شد حکم حبس ابد وی به ۱۰ سال زندان کاهش یافت. پس از درخواست تجدیدنظر پرونده به دیوان عالی رفت ولی در آنجا هم حکم قبلی تأیید شد.
وی از زندان با کمک دوستانش ترانه‌ای به نام Save my life (زندگی‌ام را نجات بده) به زبان انگلیسی برای شیخ محمد حاکم دبی خواند و آن را از طریق یوتیوب منتشر کرد و همچنین از طریق یکنفر این ویدیو شخصاً بدست شیخ محمد رسانده شد تا وی ببیند.
سرانجام وی پس از گذشت دو سال و هفت ماه از زندانی شدن، در ۲ دسامبر ۲۰۱۵ به مناسبت روز ملی امارات متحده همراه با تعداد دیگری از زندانیان مورد عفو قرار گرفت. او پس از آزادی در ۱۷ آذر ۱۳۹۴ (۸ دسامبر ۲۰۱۵) به استکهلم در سوئد بازگشت. فرزان پس از آزادی از زندان، در جریان ملاقات با خانواده و وکیلش به خبرنگاران گفت: امروز، شادترین روز زندگی من است. وی در حال نوشتن کتابی سه زبانه به زبان‌های سوئدی، انگلیسی و فارسی در این خصوص است.

### سفر به ایران پس از آزادی
وی در سال ۱۳۹۴ و در نخستین سفرش به ایران پس از آزادی طی مصاحبه‌ای به شرح ماجرای دستگیری خود پرداخت. وی در خصوص دستگیری خود گفت که آن روز پس از یک دورهمی دوستانه در آپارتمانش در برج خلیفه دوست عراقی‌اش با او تماس می‌گیرد و از می‌خواهد که پاکتی که در اتاق وی جا گذاشته برایش جلوی در بیاورد و به محض اینکه وی از ورودی ساختمان خارج شده است مورد حمله ۱۰ نفر از سازمان اطلاعات قرار گرفت و وی با پاکت حاوی مواد دستگیر شد و وی هیچ اطلاعی از محتویات پاکت نداشته است. او این ماجرا را پاپوشی از طرف افراد به ظاهر دوست می‌داند که نمی‌توانستند شاهد موفقیت چشمگیر او باشند و از عزم خود برای شروع مجدد فعالیت‌های حرفه‌ای خود خبر داد.